# Murphy (Carolina do Norte)
Murphy é uma cidade  localizada no estado norte-americano de Carolina do Norte, no Condado de Cherokee.

## Demografia
Segundo o censo norte-americano de 2000, a sua população era de 1568 habitantes. Em 2006, foi estimada uma população de 1574, um aumento de 6 (0.4%).

## Geografia
De acordo com o United States Census Bureau, a cidade tem uma área de 6,5 km², dos quais 5,9 km² cobertos por terra e 0,6 km² cobertos por água. Murphy localiza-se a aproximadamente 528 m acima do nível do mar.

## Localidades na vizinhança
O diagrama seguinte representa as localidades num raio de 32 km ao redor de Murphy.